# موریس پارک (مینیاپولیس)
موریس پارک (به انگلیسی: Morris Park) یک منطقهٔ مسکونی در ایالات متحده آمریکا است که در مینیاپولیس واقع شده‌است. موریس پارک ۲٬۸۱۹ نفر جمعیت دارد.